# NGC 5856
Désignations
NGC 5856 est une étoile située dans la constellation du Bouvier. L'astronome germano-britannique William Herschel a enregistré la position de cette étoile le 24 mai 1791 .
La désignation de cette étoile est HD 134064. Selon les plus récentes mesures de la parallaxe de cette étoile par le satellite Gaia, elle est à 75,703 ± 0,409 7 pc (∼247 al) de nous. Six valeurs de la vitesse comprises entre −5,0 ± 10 km/s et −7,0 ± 2,7 km/s de cette étoile sont indiquées sur la base de données Simbad.